# Rivière Atikonak
La rivière Atikonak est un affluent du réservoir Ossokmanuan et du réservoir Smallwood. La rivière, d'une longueur d'environ 270 km, est située au centre-est de la péninsule du Québec-Labrador.
La rivière appartient au réseau hydrographique du fleuve Churchill qui rejoint l'océan Atlantique via le lac Melville.

## Étymologie
En langue innue, Atikonak signifie Lac du grand corégone.

## Toponymie
La rivière ne possède que la seule orthographe Atikonak.
Le lac possède deux orthographes officielles anglophone et francophone Aticonac et Atikonak :
- Le nom Atikonak Lake a été donné par le Département des Pêches et des Ressources terrestres (Department of Fisheries and Land Resources) de Terre-Neuve en 1958[4].
- Le nom lac Aticonac a été donné par la Commission de toponymie du Québec en 1968[5].

La rivière Atikonak draine le coin sud-ouest du Labrador central entouré du Québec à l'ouest, au sud et à l'est. Cette situation géographique particulière explique que plusieurs lacs du bassin amont de la rivière tout comme le lac Aticonac aient été nommés par la Commission de toponymie du Québec.

## Description
La rivière Atikonak prend sa source sur la ligne de partage des eaux à la frontière entre le Québec et Terre-Neuve-et-Labrador (51° 49′ 22″ N, 65° 21′ 16″ O) à environ 680 mètres d'altitude. Le cours d'eau commence son parcours en traversant une série de petits lacs sans nom en direction du nord avant de se jeter dans le lac Assigny situé à 604 mètres d'altitude et également alimenté par le cours d'eau du lac Véron au sud-ouest. La modeste rivière Atikonak s'écoule au nord-est vers le lac Fleur-de-May d'une superficie relativement importante et dont l'exutoire se trouve à son extrémité sud.
La rivière Atikonak suit alors un parcours sinueux vers l'est sur près de 40 km à l'est en traversant successivement les lacs Bastard, Drouard, Vieux-Pont et une série de rapides avant de rejoindre le lac Domagaya situé à environ 570 mètres d'altitude et par ailleurs alimenté par une rivière venant du sud près de la frontière du Québec (source la plus lointaine 51° 42′ 59″ N, 64° 18′ 28″ O) à la limite du bassin de la rivière Romaine.
La rivière Atikonak devient alors un abondant cours d'eau qui s'oriente vers le nord-est. La rivière va créer un défluent (51° 49′ 22″ N, 65° 21′ 16″ O) exceptionnellement long qui va capter un cours d'eau venant du sud et dont les sources se trouvent à la frontière du Québec (source la plus lointaine 51° 44′ 34″ N, 64° 16′ 49″ O). Les deux branches suivent des parcours parallèles entrecoupés de rapides et se retrouvent dans un lac sans nom (52° 03′ 13″ N, 64° 27′ 07″ O) situé à environ 515 mètres d'altitude, la branche principale se jetant dans le lac en se divisant en plusieurs rapides. La rivière Atikonak réunie devient un puissant cours d'eau prenant la direction du nord en créant plusieurs îles avec des parties calmes entrecoupées de rapides, captant plusieurs affluents avant de rejoindre l'extrémité sud-ouest du vaste lac Aticonac (ou Atikonak) (52° 31′ 05″ N, 64° 28′ 33″ O).
La surface en eau du lac Aticonac est de 358 km². En comptant les innombrables îles, la superficie totale est de 431 km². Le lac Aticonac est l'un des plus grands lacs de la province. Le niveau de l'eau est à une altitude d'environ 495 m. Le bassin versant du lac Aticonac s'étend sur 15 000 km². En amont du lac Aticonac se trouve le lac Joseph. La rivière Kepimits s'écoule du coin sud-est du lac Joseph vers le lac Kepimits situé à l'est. La rivière Kepimits, renforcée par un affluent important venant du sud, s'écoule ensuite vers le lac Aticonac au sud-est dont elle atteint l'extrémité occidentale derrière la plus vaste île du lac (52° 36′ 27″ N, 64° 43′ 21″ O).
La rivière Atikonak en aval du lac Aticonac est un large cours d'eau calme du fait de la faible déclivité du terrain. Une seule série de rapides se trouve à mi-chemin des lacs Aticonac et Panchia (52° 58′ 19″ N, 64° 40′ 09″ O). Après un parcours d'environ 26 km, la rivière Atikonak rejoint la rive occidentale du lac Panchia situé à environ 475 mètres d'altitude et s'étirant du nord au sud.
La rivière Atikonak s'écoule de l'extrémité nord du lac Panchia et rejoint le réservoir Ossokmanuan après un parcours d'environ 6 km.
Le réservoir Ossokmanuan, situé à 475 mètres d'altitude, a été créé par la construction de plusieurs digues dans les années 1960-1963. Les lacs Ossokmanuan (partie sud-est du réservoir) et Gabbro (partie nord-ouest du réservoir) ont été alors inondés pour former un seul réservoir.
Le réservoir Ossokmanuan alimentait à l'origine la centrale hydroélectrique de Twin Falls (53° 29′ 47″ N, 64° 31′ 01″ O) avant la construction de la centrale de Churchill Falls.
Avant la construction du réservoir Smallwood, la rivière Atikonak coulait dans le lac puis réservoir Ossokmanuan drainé par la rivière Inconnue (anglais : Unknown River) au nord-est (53° 26′ 52″ N, 64° 46′ 16″ O). La puissante rivière Inconnue constituait originellement la partie aval de la rivière Atikonak, rejoignant le fleuve Churchill après un parcours tumultueux de 60 km (53° 31′ 21″ N, 64° 10′ 17″ O).
La structure de contrôle des eaux de Gabbro (53° 45′ 33″ N, 65° 21′ 45″ O), qui sert de support à la route reliant Esker (arrêt sur le Transport ferroviaire Tshiuetin sur la rive orientale des lacs Menihek) à la Translabradorienne à l'ouest de Churchill Falls) est utilisée depuis 1974 pour transférer l'eau du réservoir Ossokmanuan vers le réservoir Smallwood situé à 466 mètres d'altitude. L'exutoire originel vers la rivière Inconnue contrôlé par la structure de contrôle des eaux d'Ossokmanuan (53° 26′ 43″ N, 64° 45′ 54″ O) est alors normalement fermé.
Si l'afflux d'eau devient trop important, la structure de contrôle des eaux de Gabbro doit être fermée et le niveau du réservoir Ossokmanuan est alors contrôlé en déversant les eaux directement dans la rivière Inconnue par la structure de contrôle des eaux d'Ossokmanuan.
Les eaux du réservoir Smallwood alimentent le fleuve Churchill qui rejoint le lac Melville puis l'océan Atlantique.

## Hydrologie
La rivière Atikonak draine une superficie de 15 450 km². Le débit moyen en amont du lac Panchia est de 304 m3/s. Les débits mensuels les plus élevés se produisent généralement pendant la fonte des neiges en juin, avec une moyenne de 845 m3/s.
Le débit moyen de la rivière Atikonak à environ 32 km en amont du lac Aticonac (52° 17′ 09″ N, 64° 19′ 37″ O) est d'environ 100 m3/s et le débit pendant la fonte des neiges en juin de 350 m3/s pour un bassin versant de 3 680 km².
La rivière Kepimits draine une superficie de 7 700 km². Le débit moyen de la rivière à 3 km en aval du lac Kepimits (52° 39′ 12″ N, 64° 50′ 45″ O) est de 150 m3/s et le débit pendant la fonte des neiges en juin de 500 m3/s. La rivière Kepimits est plus abondante et son bassin versant plus étendu que la rivière Atikonak en amont du lac Aticonac. Elle peut être considérée comme la branche mère de la rivière Atikonak en amont au lac Aticonac, la rivière à l'Eau Claire étant l'affluent le plus important du lac Joseph.
La rivière Atikonak constitue une des deux branches mères du fleuve Churchill, après la rivière Ashuanipi dont le débit, la longueur et le bassin versant sont supérieurs.
La rivière Inconnue était à la construction de la centrale de Twin Falls un puissant cours d'eau, seulement surpassé par la rivière Hamilton (devenue le fleuve Churchill en 1965) en termes de débit et de bassin versant au Labrador. La rivière affichait un débit moyen de 483 m3/s et drainait jusqu'en 1974 un bassin de 22 800 km² au niveau de la centrale de Twin Falls, comprenant une large partie sud-ouest du Labrador central incluant le bassin de la rivière Atikonak en amont du lac Ossokmanuan de 15 500 km², les autres affluents du lac Ossokmanuan (rivière Croche, rivière McKay...), et les affluents de la rivière Inconnue en aval du lac Ossokmanuan (rivière Julian...). Après le détournement des eaux vers le réservoir Smallwood et la fermeture de la structure de contrôle des eaux d'Ossokmanuan en amont de la rivière Inconnue, la rivière Atikonak affichait au niveau de la structure de contrôle des eaux de Gabbro un débit moyen de 489 m3/s pour un bassin de 21 400 km².

## Histoire
Le secteur, parcouru par les Innus depuis des milliers d'années, était connu des colons de la Nouvelle-France au début du XVIIIe siècle.
Au XIXe siècle, la région des lacs Brûlé et Aticonac apparaît comme particulièrement importante pour la chasse au caribou des bois et permet de joindre d'autres bassins hydrographiques. Des sites archéologiques ont été découverts dans le secteur lors de recherches réalisées au tournant des années 1990 par le Conseil de la Nation Atikamekw et le Conseil tribal Mamuitun.
Le secteur a appartenu au Québec avant d'être attribué au Labrador terre-neuvien en 1927, lorsque le Conseil privé de Londres trancha le débat sur la frontière Québec-Labrador en situant la fin de la côte du Labrador à la limite du bassin versant se déversant dans la mer du Labrador.

## Géologie
Le bassin de la rivière Atikonak se situe au cœur du bouclier canadien marqué par une imperméabilité des sols.
La massif Romaine-Fleur-de-May est un ensemble de dômes granitiques de 500 à 800 mètres d'altitude. Trois d'entre eux sont situés autour du lac Fleur-de-May entre la rivière Moisie et la rivière Romaine alors que deux autres s'insèrent entre le lac Aticonac et le fleuve Churchill. Leur couverture de dépôts est presque nulle et se limite à quelques dépôts grossiers en bordure des lacs.

## Faune et flore
La rivière Atikonak et le lac Aticonac abritent des populations très saines de ouananiches, d'ombles de fontaine, de touladis, de grands brochets et de corégones.
Le secteur est principalement entouré de forêts d'épinettes noires.

## Occupation humaine
Le bassin de la rivière Atikonak est situé dans une région très isolée qui ne compte aucun habitant permanent. La région n'est accessible qu'en hydravion.
Toutefois, en aval du lac Aticonac, un gîte dédié à la pêche est installé sur la rive occidentale de la rivière. La rivière est ensuite traversée par les trois lignes à haute tension de 735 kilovolts reliant la centrale de Churchill Falls au Québec. En aval, la route Translabradorienne reliant Labrador City à Happy Valley-Goose Bay traverse le réservoir Ossokmanuan en son centre par deux ponts au-dessus de goulets de part et d'autre d'une île centrale (53° 26′ 03″ N, 65° 00′ 09″ O), au point de séparation des deux anciens lacs Ossokmanuan (partie sud-est du réservoir) et Gabbro (partie nord-ouest du réservoir). Une ligne électrique passe au même endroit, reliant Labrador City et la centrale de Churchill Falls via l'ancienne centrale de Twin Falls.